# Ghazipur
Ghazipur es  una ciudad y municipio situado en el distrito de Ghazipur en el estado de Uttar Pradesh (India). Su población es de 121020 habitantes (2011). Es el centro administrativo del distrito.

## Demografía
Según el  censo de 2011 la población de Ghazipur era de 121020 habitantes, de los cuales 63513 eran hombres y 57507 eran mujeres. Ghazipur tiene una tasa media de alfabetización del 84,27%, superior a la media estatal del 67,68%: la alfabetización masculina es del 89,53%, y la alfabetización femenina del 78,52%.